# 高橋甚也
高橋 甚也（たかはし じんや、1884年 - ？）は、台湾総督府や東京市上下水道、戦後の仙台市復興などで活躍した都市計画家、土木技術者。
1912年に京都帝国大学工学部を卒業後すぐに台湾総督府に就職するが、1913年に帝都復興事業を担うため東京市役所に移籍。1939年まで在籍しその間に下水道課長や土木局技師長、水道局長や下水道局長を歴任。東京オリンピック開催のための給水対策などに参画。1946年以降は岡崎栄松に招かれ仙台市助役として市の戦災復興事業や上下水道網整備に関わる。当初の復興計画にあった5千坪ほどの公園内を国道が貫通する計画を曲げさせて変則的な交差をつくったり、復興事業での街路計画変更で電力や電話局との関係者移転補償協議で、電柱を無くさせて30から50メートルの広幅員道路がケヤキ並木の大樹林帯となって建設大臣表彰をもたらした。
著書に『下水道』（アルス土木工学大講座19 昭和14年）など。